# Aptosimeae
Aptosimeae, tribus iz porodice strupnikovki, dio potporodice  Myoporoideae.
Sastoji se od tri roda afričkih polugrmova, grmova i zeljastog bilja. 

## Opis
Tribus je opisan u Gen. Pl. 2: 915, 916. 1-16., 1876.

## Rodovi
1. Anticharis Endl. (11 spp.)
2. Aptosimum Burch. ex Benth. (22 spp.)
3. Peliostomum E.Mey. ex Benth. (7 spp.)